# Midnight Landing
Midnight Landing fue lanzado para los arcade, y fue desarrollado y publicado por Taito en mayo de 1987 en Japón, es el primer juego de la saga Landing.
- Datos: Q11342254